# Кровавая езда (телесериал)
«Кровавая езда» (англ. Blood Drive) — американский постапокалиптический телесериал с элементами боевика, созданный Джеймсом Роландом и транслировавшийся на телеканале Syfy в период с 14 июня по 6 сентября 2017 года.
6 сентября, одновременно с выходом финала 1 сезона, Джеймс Роланд объявил, что Syfy закрыл сериал после первого сезона.

## Сюжет
Действие сериала разворачивается в антиутопическом «далёком будущем» альтернативного 1999 года после того, как Соединённые Штаты Америки в буквальном смысле раскололись на несколько частей из-за масштабных землетрясений. Место раскола США получило название «Шрам». Ситуация ухудшается тем, что из-за изменений и ухудшений окружающей среды вода стала дефицитом, а бензин и топливо стали непомерно дорогими. Мегакорпорация «Heart Enterprises» использует странные открытия, сделанные на дне «Шрама», чтобы стать неотъемлемой частью американской политики, общества и экономики.
В центре сюжета находится сотрудник полицейского управления Лос-Анджелеса Артур Бейли, известный как «Барби», который вынужден сотрудничать с Грейс Д’Аргенто — роковой женщиной, которая преследует свои собственные цели. Они вынуждены принять участие в «Кровавой езде» — гонке, в которой машины работают на человеческой крови, а не на бензине. Проходя через испытания, связанные с «Ездой», герои понимают, что ведущий гонок, Джулиан Слинк, связан с их прошлым.

## В ролях

### Главные
- Алан Ритчсон — Артур Бейли
- Кристина Очоа — Грейс Д’Аргенто
- Томас Доминик — Кристофер Карпентер
- Колин Каннингем — Джулиан Слинк
- Марама Корлетт — Аки

### Второстепенные
- Эндрю Холл — Джентльмен
- Даррен Кент — Учёный
- Шон Кэмерон Майкл — Старик Харт
- Карел Нель — Рашер
- Эйдан Уайток — Гаррет Кембл
- Брэндон Оре — Ребро
- Крэйг Джексон — Клифф
- Алекс МакГрегор — Карма

## Сезоны
| Сезон | Серии | Серии | Даты показа  | Даты показа     |
| Сезон | Серии | Серии | Первая серия | Последняя серия |
| ----- | ----- | ----- | ------------ | --------------- |
| 1     | 13    | 13    | 14 июня 2017 | 6 сентября 2017 |

## Эпизоды

### Сезон 1(2017)
| № общий | № в сезоне | Название                                                          | Режиссёр       | Автор сценария                  | Дата премьеры   | Зрители в США (млн) |
| --- | ---------- | ----------------------------------------------------------------- | -------------- | ------------------------------- | --------------- | ------------------- |
| 1 | 1          | «Чёртов коп» «The F...ing Cop»                                    | Дэвид Стрэйтон | Джеймс Роланд                   | 14 июня 2017    | 0.834               |
| Полицейский Артур Бейли вынужден объединиться с убийственной красоткой Грейс в кровожадной гонке по Америке.                                       |            |                                                                   |                |                                 |                 |                     |
| 2 | 2          | «Добро пожаловать в Pixie Swallow» «Welcome to Pixie Swallow»     | Дэвид Стрэйтон | Марк Халсли                     | 21 июня 2017    | 0.627               |
| Грейс и Артур изо всех сил стараются не попасть в меню на первой остановке — в мотеле Pixie Swallow.                                               |            |                                                                   |                |                                 |                 |                     |
| 3 | 3          | «Ночные сумерки стального города» «Steel City Nightfall»          | Джеймс Родэй   | Джеймс Роланд                   | 28 июня 2017    | 0.444               |
| Артур и Грейс мчатся по таинственному городу, чтобы не стать добычей его ночных обитателей.                                                        |            |                                                                   |                |                                 |                 |                     |
| 4 | 4          | «В багровых залах Кейн Хилла» «In the Crimson Halls of Kane Hill» | Джеймс Родэй   | Нина Фиоре, Джон Херрера        | 5 июля 2017     | 0.490               |
| Артур и Грейс совершают опасное путешествие в психиатрическую лечебницу в поисках пропавшей сестры Грейс.                                          |            |                                                                   |                |                                 |                 |                     |
| 5 | 5          | «Чёртовы мертвецы» «The F...ing Dead»                             | Роэль Рейн     | Харрисон Уйанфелд, Дэниэл Цукер | 12 июля 2017    | 0.454               |
| Артур и Грейс должны найти лекарство от смертельной сексуальной чумы, которая распространилась на Вечеринке Хаоса.                                 |            |                                                                   |                |                                 |                 |                     |
| 6 | 6          | «Ловушки для сисек» «Booby Traps»                                 | Роэль Рейн     | Бен Вульф                       | 19 июля 2017    | 0.436               |
| В Диких Землях Артур и Грейс попадают в засаду, устроенную дикими амазонками, которые могут знать, где находится Карма.                            |            |                                                                   |                |                                 |                 |                     |
| 7 | 7          | «Джентльменское соглашение» «The Gentleman's Agreement»           | Лин Одинг      | Джеймс Роланд                   | 26 июля 2017    | 0.380               |
| Слинк выпускает демона из недр «Heart Enterprises», чтобы отомстить и захватить власть.                                                            |            |                                                                   |                |                                 |                 |                     |
| 8 | 8          | «Пригоршня крови» «A Fistful of Blood»                            | Лин Одинг      | Джеймс Роланд, Джон Лавин       | 2 августа 2017  | 0.498               |
| Артур помогает шерифу Пустошей освободить его город, но грань между добром и злом провести нелегко.                                                |            |                                                                   |                |                                 |                 |                     |
| 9 | 9          | «Специальный выпуск Шопсоки» «The Chopsocky Special»              | Мира Менон     | Нина Фиоре, Джон Херрера        | 9 августа 2017  | 0.334               |
| Грейс демонстрирует свои новообретённые навыки кунг-фу в поединке с мистическим ресторатором, в то время как Артур отправляется на поиски видения. |            |                                                                   |                |                                 |                 |                     |
| 10 | 10         | «Рубцовая ткань» «Scar Tissue»                                    | Мира Менон     | Алекс Эбель                     | 16 августа 2017 | 0.343               |
| Артур, раненый и одинокий, забредает в Кроненбург — оазис, который, вероятно, слишком хорош, чтобы быть правдой.                                   |            |                                                                   |                |                                 |                 |                     |
| 11 | 11         | «Восхождение Примо» «Rise of the Primo»                           | Грегг Саймон   | Бен Вульф                       | 23 августа 2017 | 0.377               |
| Артур сопротивляется жажде крови, а Грейс сталкивается с шокирующим откровением в смертельной битве в куполе.                                      |            |                                                                   |                |                                 |                 |                     |
| 12 | 12         | «Лица крови» «Faces of Blood Drive»                               | Дэвид Стрэйтон | Харрисон Уйанфелд, Дэниэл Цукер | 30 августа 2017 | 0.364               |
| Слинк устраивает грандиозную вечеринку в честь «Кровавой езды». Грейс и таинственный новичок сражаются за душу Артура.                             |            |                                                                   |                |                                 |                 |                     |
| 13 | 13         | «Финишная прямая» «Finish Line»                                   | Дэвид Стрэйтон | Джеймс Роланд                   | 6 сентября 2017 | 0.364               |
| Артур, Грейс и Слинк нападают на «Heart Enterprises», но их ждут самые страшные испытания.                                                         |            |                                                                   |                |                                 |                 |                     |

## Производство

### Разработка
28 июля 2015 года телеканал Syfy заказал сериал, состоящий из 13-ти эпизодов. Каждый эпизод сериала основан на отдельном жанре эксплуатационного кино 1960-х и 1970-х годов, таких, как фильмы про психбольницы, каннибалов и нимфоманок.
6 сентября 2017 года было объявлено, что «Кровавая езда» была закрыта после 1 сезона из-за низких рейтингов.

### Съёмки
Съёмочный процесс сериала проходил в городе Кейптаун, ЮАР.

## Критика
На сайте-агрегаторе Rotten Tomatoes сериал получил положительную оценку в 76 % на основе 21 рецензии со стороны критиков.
На сайте Metacritic «Кровавая езда» получила высокую оценку в 65 баллов из 100 на основе 13 рецензий со стороны критиков, что указывает на «в целом положительные отзывы».
Нил Гелзлингер из The New York Times назвал сериал «радостным отступлением в сторону кровавых и непристойных сцен» и «более потной, грязной и лучше сыгранной версией „Смертельных гонок 2000“».